# Alessandro Nocco
Alessandro Nocco (Gagliano del Capo, 20 maggio 1997) è un pilota motociclistico italiano.

## Carriera
Alessandro Nocco debutta a livello professionistico nel 2011, dove partecipa alla Coppa Italia 250 4T classificandosi al 3º posto. Nel 2012 passa al CIV Superstock 600 con il team Velocisti, ottenendo una vittoria nella prova del Mugello ed il 5º posto in classifica generale. Nel 2013 prende parte all'europeo Superstock 600 a bordo della Kawasaki ZX-6R del San Carlo Team Italia. Vince a Imola, in gara-1 a Silverstone e successivamente a Magny-Cours, giungendo al secondo posto al Nürburgring e sul terzo gradino del podio a Jerez; ottiene due pole position, rispettivamente a Silverstone e Magny-Cours. Termina il campionato al secondo posto, divenendo vice-campione europeo alle spalle del compagno di squadra Franco Morbidelli. Sempre nel 2013 disputa qualche gara del campionato Italiano Stock 600 senza ottenere punti. Il 2014 vede Nocco militare nel mondiale Supersport con il team Puccetti Racing su Kawasaki, concludendo la stagione al 14º posto finale.
Nel 2015 resta nel mondiale Supersport passando al Team Lorini, in sella alla Honda CBR600RR. Durante una sessione di test invernali, tuttavia, rimedia un grave infortunio al ginocchio, che lo costringe a saltare l'intera stagione agonistica. Nel 2016 torna alle corse nel CIV, disputando la prima gara in Supersport per poi passare alla Superbike a bordo dell'Aprilia RSV4 RR del team Nuova M2 Racing. Gareggia da wild card nella Superstock 1000, rispettivamente nei round di Imola (con la Kawasaki ZX-10RR del team Pedercini), Magny-Cours e Jerez (con l'Aprilia del team Nuova M2 Racing) conquistando dieci punti. Nello stesso anno debutta da wild card nel campionato mondiale Moto2, prendendo parte al Gran Premio d'Australia e al Gran Premio della Malesia in sella alla Kalex del team Leopard Racing, in sostituzione dell'infortunato Miguel Oliveira. Nel 2017 partecipa alle prime quattro tappe dell'europeo Superstock 1000 con la Kawasaki ZX-10RR del team Dedomax Racing, disputa poi le ultime due gara del CIV classe Supersport, conquistando dieci punti. Nel 2018 gareggia nel CIV Supersport con il team Velocisti, classificandosi al 15º posto finale. Nel 2019 disputa la gara finale a Vallelunga del CIV Supersport conquistando nove punti con una Kawasaki ZX-6R. Nel 2020, pur disputando solo la prima metà di stagione, si classifica undicesimo nel campionato italiano Supersport.

## Risultati in gara

### Campionato Mondiale Supersport
| 2014 | Moto     |  |     |    |    |    |    |    |    |   |     |  |  |  |  | Punti | Pos. |
| ---- | -------- |  | --- | -- | -- | -- | -- | -- | -- | - | --- |  |  |  |  | ----- | ---- |
| 2014 | Kawasaki |  | Rit | 18 | 10 | 14 | 13 | 11 | 12 | 9 | Rit |  |  |  |  | 27    | 14º  |

| 2015 | Moto  |  |    |  |  |    |  |  |  |  |  |  |  |  |  | Punti | Pos. |
| ---- | ----- |  | -- |  |  | -- |  |  |  |  |  |  |  |  |  | ----- | ---- |
| 2015 | Honda |  | NP |  |  | NP |  |  |  |  |  |  |  |  |  | 0     |      |

| Legenda | 1º posto        | 2º posto            | 3º posto           | A punti      | Senza punti        | Grassetto – Pole position Corsivo – Giro più veloce |
| Legenda | Gara non valida | Non qual./Non part. | Ritirato/Non class | Squalificato | '-' Dato non disp. | Grassetto – Pole position Corsivo – Giro più veloce |

### Motomondiale
| 2016 | Classe | Moto  |  |  |  |  |  |  |  |  |  |  |  |  |  |  |  |     |     |  | Punti | Pos. |
| ---- | ------ | ----- |  |  |  |  |  |  |  |  |  |  |  |  |  |  |  | --- | --- |  | ----- | ---- |
| 2016 | Moto2  | Kalex |  |  |  |  |  |  |  |  |  |  |  |  |  |  |  | Rit | Rit |  | 0     |      |

| Legenda | 1º posto        | 2º posto            | 3º posto            | A punti      | Senza punti        | Grassetto – Pole position Corsivo – Giro più veloce |
| Legenda | Gara non valida | Non qual./Non part. | Ritirato/Non class. | Squalificato | '-' Dato non disp. | Grassetto – Pole position Corsivo – Giro più veloce |